# الغابر الظاهر
الغابر الظاهر مجموعة قصصية من تأليف الكاتب المغربياحمد بوزفور، صدرت عام 1987، تضم المجموعة اثنتي عشرة قصة قصيرة كتبها بوزفور بين عامي 1983 و1987. يعد هذا الكتاب محطة مهمة في مسيرة الكاتب الأدبية، إذ ساهم في تعزيز مكانته كواحد من رواد القصة القصيرة في المشهد الأدبي المغربي.

## محتوى الكتاب
مجموعة "الغابر الظاهر" تتألف من ثلاث عشرة قصة قصيرة، تشمل العناوين التالية: "مدخل عن العطش"، "ماذا يشرب الأطفال"، "الأحد"، "الكأس المكعبة"، "سبعة رجال"، "موسيقى"، "الغابر الظاهر"، "اقرأ"، "الجريدة"، "آخر أيام سقراط"، "حفريات"، و"أغلق الباب خلفك". وتتنوع موضوعات المجموعة وأساليبها السردية، حيث تستعرض قصصها قضايا متعددة من خلال رؤى فنية وأدبية متباينة.

## التقييم والنقد
في دراسته النقدية المعنونة بـ"السخرية واللعب في المجموعة القصصية الغابر الظاهر لأحمد بوزفور"، يصف الناقد محمد علوط المجموعة القصصية بأنها:
«تنطلق من السخرية لتروي واقعاً لا تملكه، وتغني أعماقاً قد لا تفهمها، حيث تعود "ليس إلى الأصيل الرائع، وليس إلى الصوامع الشامخة"، بل إلى العراء الذي تملك، إلى الأرض العطشى لنحفر فيها إلى أشيائنا الصغيرة بعد، في أعماقنا الجافة بعد».
ويرى علوط أن المجموعة القصصية "توحد بين السخرية واللعب، حيث يخلق اللعب تناقضاً بين رسالة تحملها الحرفية ورسالة حقيقية أعمق".
أما عن الكتابة في المجموعة القصصية، فيشار إلى "أنها لا ترهن نفسها بالخطاب المباشر بقدر ما تنشغل بأسس معرفية تسعى من خلالها إلى بناء شعرية النص القصصي، مما يجعل متون المجموعة ذات طابع عالمي، تدمج الجانب المعرفي مع الأدبي، وتنتج توليفة فنية تختلف عن باقي النصوص القصصية الأخرى".